# Mülhausen
Mülhausen (amtlich französisch Mulhouse [myˈluːz], elsässisch Mìlhüsa) ist eine Stadt im Elsass (Europäische Gebietskörperschaft Elsass) in der Region Grand Est im Osten Frankreichs. Sie ist Sitz der Unterpräfektur (Sous-préfecture) des Arrondissements Mulhouse im Département Haut-Rhin. Die Stadt ist Teil der Trinationalen Metropolregion Oberrhein.
Mit 104.924 Einwohnern (1. Januar 2022) und 272.950 Einwohnern (1. Januar 2022) im Großraum ist Mülhausen die größte Stadt des Départements. Seit dem 17. Februar 2014 ist die Stadt Mülhausen zweisprachig im Sinne der Europäischen Charta der Regional- oder Minderheitensprachen mit Französisch als Amtssprache sowie Deutsch als Regionalsprache in Form von Elsässisch und Hochdeutsch.
Mülhausen wurde erstmals im Jahr 803 urkundlich erwähnt. Als Reichsstadt im Heiligen Römischen Reich und zugewandter Ort der Alten Eidgenossenschaft konnte es seine Selbständigkeit bis 1798 wahren. 1529 führte es die Reformation ein. 1746 begann mit der Einführung des Textildrucks die industrielle Entwicklung, dank der sich Mülhausen im Laufe des 19. Jahrhunderts zur Industriestadt entwickelte.

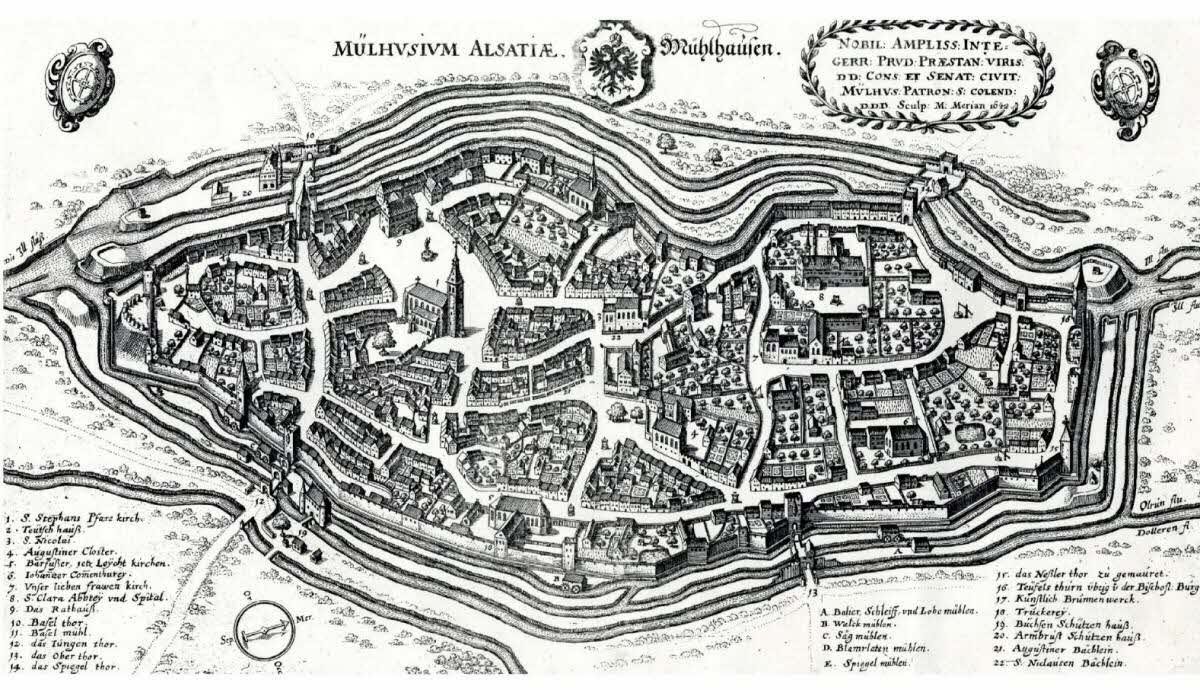
Stadtansicht von Matthäus Merian (1642)

## Geographische Lage
Die Stadt am Dreiländereck Frankreich–Deutschland–Schweiz liegt am Rhein-Rhône-Kanal auf einer Höhe von 240 m über dem Meeresspiegel, etwa 30 km nordwestlich von Basel, 50 km südwestlich von Freiburg im Breisgau, 100 km südlich von Straßburg und 100 km nordwestlich von Zürich. Sie wird von zwei Wasserläufen, der Doller und dem Rheinzufluss Ill, durchquert. Nordwestlich der Stadt am Fuße der Vogesen liegt Thann, das südliche Tor zur Elsässer Weinstraße (Route du vin). Auch ist Mülhausen das Tor zum Sundgau im äußersten Süden des Elsass.

## Geschichte

### Historischer Überblick

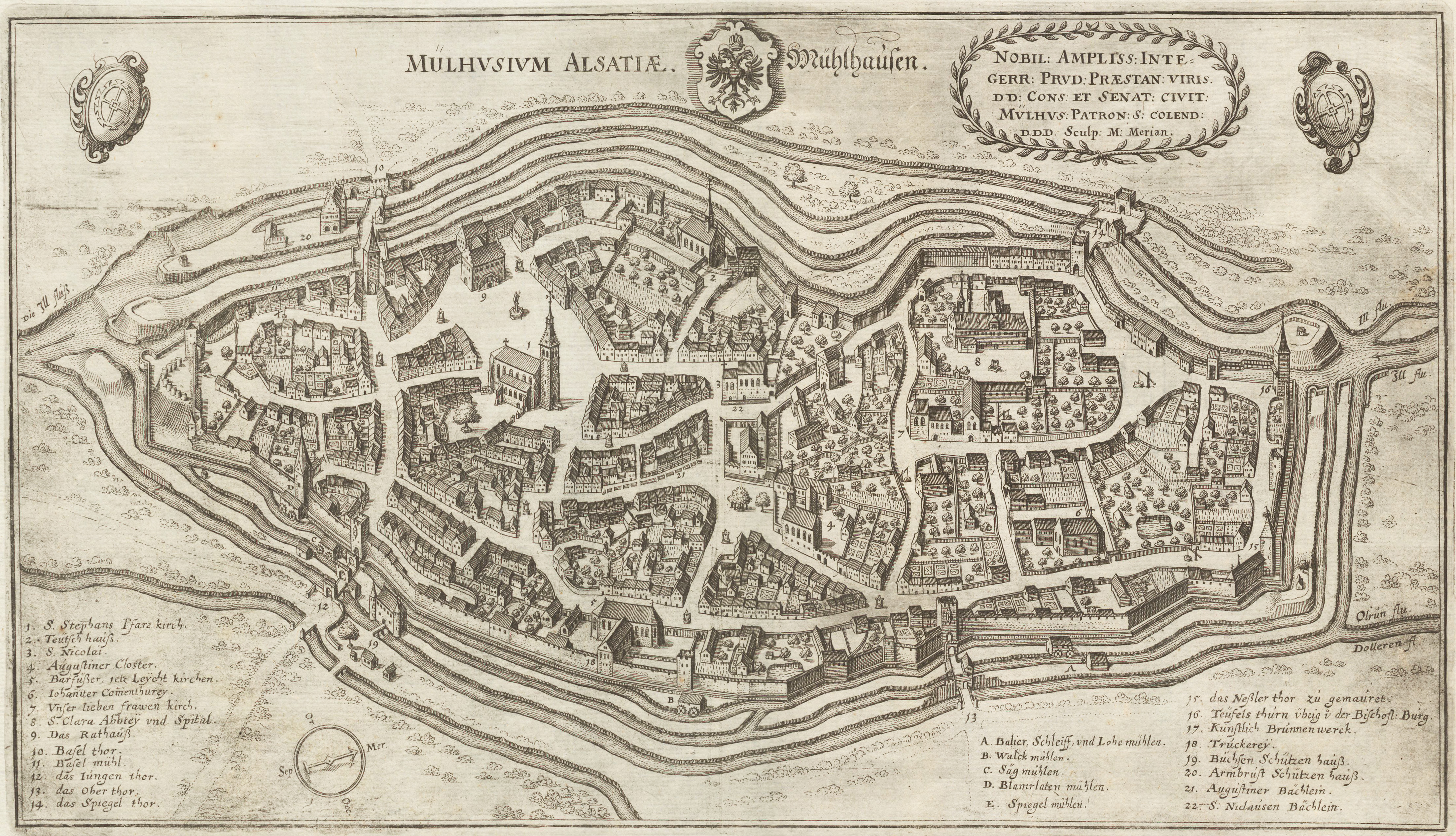
Plan der Festung Mülhausen 1650

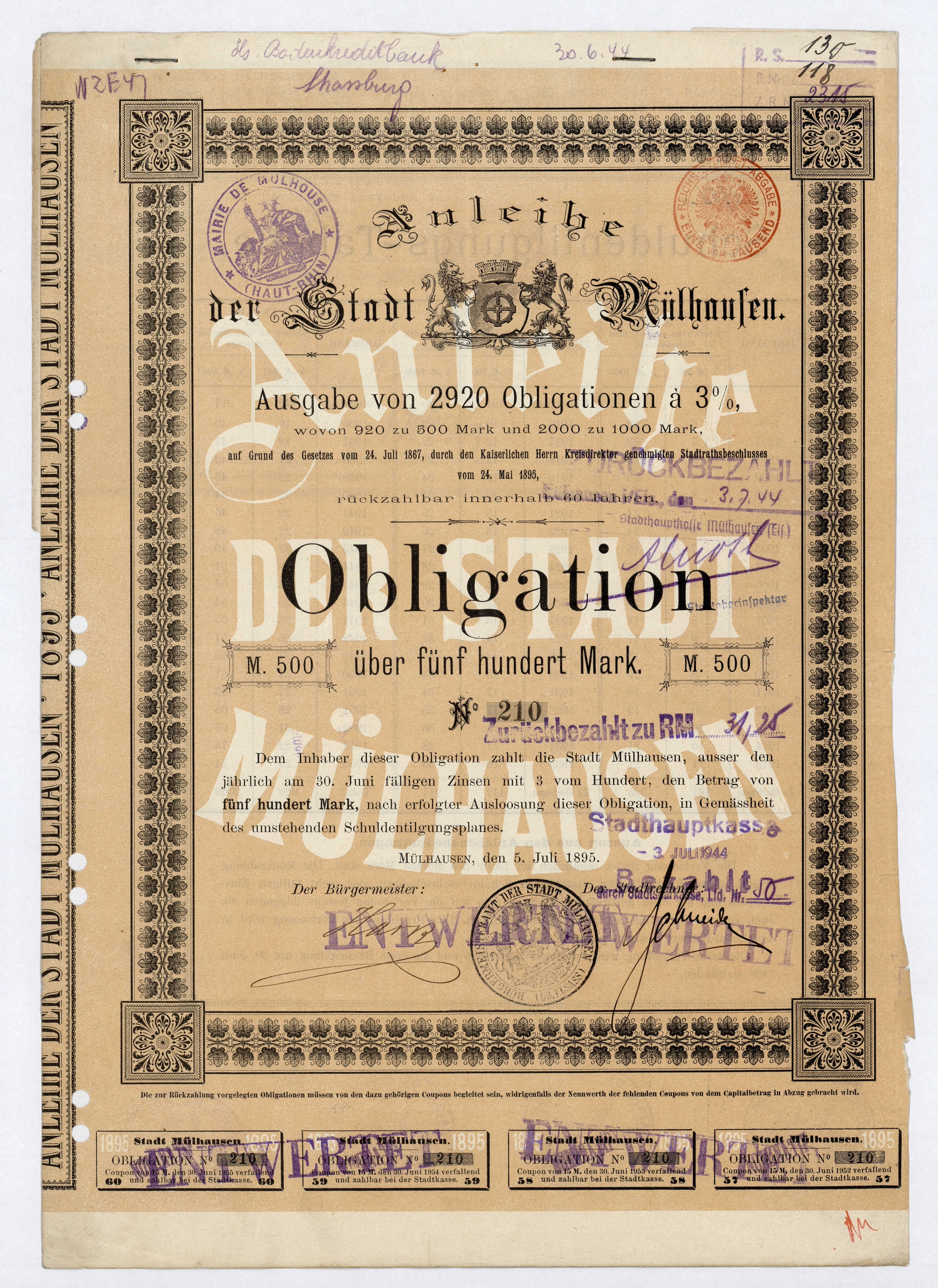
Kommunalanleihe über 500 Mark der Stadt Mülhausen vom 5. Juli 1895

Die Stadt wurde im Jahr 803 erstmals als Mulinhuson (Häuser der Mühle) urkundlich erwähnt, die latinisierte Form des Namens lautete Mulhusium. Errichtet wurde sie auf einem oft durch Hochwasser heimgesuchten Gelände. Der Bau einer Mühle gab dem Ort seinen Namen. Bereits im frühesten Siegel (um 1266) führt Mülhausen das Bild eines Mühlrads im Siegel, später (im 16. Jahrhundert) auch im Stadtwappen.
Im Jahr 1338 wurde die jüdische Gemeinde von Mülhausen Opfer der Armledererhebung. Kaiser Ludwig IV. verlangte daraufhin ein Sühnegeld von der Stadt, die im Gegenzug den Nachlass der Juden und den Erlass ihrer Schulden erhielt.
Seit 1354 war die Stadt Mitglied im elsässischen Zehnstädtebund (Dekapole), aus dem sie 1515 austrat, zugunsten eines Bündnisses mit der Eidgenossenschaft, zu der sie bis 1798 ein zugewandter Ort blieb.
Dadurch blieb die seit 1275 reichsfreie Stadt und Republik weitgehend unabhängig und war nicht betroffen von der Annexion des Elsass durch das Königreich Frankreich im 17. Jahrhundert.
Zusammen mit den Orten der Eidgenossenschaft erhielt die Stadt 1512 auch eines der wertvollen «Juliusbanner» von Papst Julius II. als Dank für die Teilnahme am «Grossen Pavier-Feldzug» (1508–1510) gegen die Franzosen.
Die Stadt führte 1529 die Reformation nach zwinglianischem Vorbild offiziell ein. Durch seine enge Verbindung zur Schweiz blieb Mülhausen evangelisch-reformiert, als einzige Stadt im zunehmend lutherisch geprägten Elsass.
In der Mitte des 18. Jahrhunderts gewannen die Chemie- und die Maschinen-Industrie an Bedeutung. Im Jahr 1746 begann mit der Gründung einer Textildruck-Manufaktur die industrielle Entwicklung der Stadt. Die Stadt unterhielt bevorzugte Beziehungen mit Louisiana, von wo sie Baumwolle importierte.
Nach einer Zollblockade durch den dominanten Nachbarn und revolutionären Unruhen unterwarf sich Mülhausen mit Illzach, Modenheim und seinem Gebiet am 28. Januar 1798 der französischen Republik, was mit der Vereinigungsurkunde vom 29. Januar 1798 besiegelt wurde. Auf dem Wiener Kongress 1814/1815 war eine Wiederangliederung von Mülhausen an die Schweiz kein Thema mehr; die Stadt blieb wie das umgebende Elsass Teil Frankreichs. In den Jahren nach 1820 expandierte die Textilindustrie weiter und Mülhausen entwickelte sich zu einer erfolgreichen Industriestadt, in der sich später auch andere Industriezweige ansiedelten und die zahlreiche Arbeitskräfte aus der Umgebung anzog.
Durch den Frankfurter Frieden vom 10. Mai 1871 kam das Gebiet von Frankreich an Deutschland, und die Stadt wurde dem Bezirk Oberelsass im Reichsland Elsaß-Lothringen zugeordnet. Am 1. Dezember 1910 zählte man in der Stadt 95.041 Einwohner. Mit der Eingemeindung der Landgemeinde Dornach (10.447 Einwohner im Jahr 1910) am 1. Juni 1914 überschritt die Einwohnerzahl der Stadt die Grenze von 100.000, was sie zur Großstadt machte. Die Industriestadt Mülhausen war eine Hochburg der SPD Elsaß-Lothringens. Bei den ersten und einzigen Wahlen zum Landtag des Reichslandes Elsaß-Lothringen 1911 gewannen die Sozialdemokraten Leopold Emmel und Joseph Schilling zwei der drei Mülhausener Wahlkreise (der dritte fiel an den Liberalen Eduard Drumm).
Zu Beginn des Ersten Weltkriegs konnten französische Truppen in einer der „Grenzschlachten“ Mülhausen im August 1914 zweimal kurzzeitig einnehmen. Nach dem Krieg kam Mülhausen 1919 erneut zu Frankreich. Die französische Sprache wurde als Amts- und Schulsprache verpflichtend eingeführt. Nach dem Westfeldzug zu Beginn des Zweiten Weltkriegs war Mülhausen bis zur Einnahme durch die 1. französische Armee am 22. November 1944 wieder dem Deutschen Reich angegliedert. Die in Mülhausen gebliebenen jüdischen Einwohner wurden nach Südfrankreich deportiert. Viele ehemalige jüdische Einwohner wurden im Holocaust ermordet.
Nach einem wirtschaftlichen Aufschwung in den drei Nachkriegsjahrzehnten (französisch Trente Glorieuses) hatte Mülhausen mit dem Niedergang der hier ansässigen Wirtschaftszweige, v. a. Textilindustrie und Maschinenbau, sowie mit den Herausforderungen des Strukturwandels zu kämpfen.
Die Gemeinde Burzweiler (Bourtzwiller) wurde im Jahr 1947 nach Mülhausen eingemeindet.

### Demographie
Einwohnerzahlen nach dem jeweils gültigen Gebietsstand
| Jahr | Einwohner |
| ---- | --------- |
| 1699 | 3302      |
| 1798 | 5500      |
| 1800 | 6018      |
| 1806 | 8053      |
| 1821 | 9603      |
| 1831 | 13.300    |
| 1836 | 16.932    |
| 1841 | 20.129    |
| 1846 | 29.415    |
| 1851 | 29.574    |

| Jahr | Einwohner |
| ---- | --------- |
| 1856 | 45.981    |
| 1861 | 45.587    |
| 1866 | 58.773    |
| 1871 | 52.892    |
| 1875 | 58.513    |
| 1880 | 63.629    |
| 1885 | 69.759    |
| 1890 | 76.892    |
| 1895 | 82.986    |
| 1900 | 89.118    |

| Jahr | Einwohner |
| ---- | --------- |
| 1905 | 94.498    |
| 1910 | 95.041    |
| 1914 | 105.000   |
| 1916 | 84.835    |
| 1917 | 79.543    |
| 1921 | 99.226    |
| 1926 | 99.892    |
| 1931 | 99.534    |
| 1936 | 96.697    |
| 1946 | 87.655    |

| Jahr | Einwohner |
| ---- | --------- |
| 1954 | 99.079    |
| 1962 | 108.995   |
| 1968 | 116.336   |
| 1975 | 117.013   |
| 1982 | 112.157   |
| 1990 | 108.357   |
| 1999 | 110.359   |
| 2006 | 110.514   |
| 2018 | 108.942   |

| Jahr | Einwohner | Anmerkungen |
| ---- | --------- | --- |
| 1871 | 52.892    | am 1. Dezember, mit dem Militär (58. Infanteriebrigade, drei Bataillone Nr. 17, ein Bataillon Landwehr); ohne Militär 51,850 Einwohner, darunter 11.934 Evangelische, 37.808 Katholiken und 1997 Juden        |
| 1872 | 52.825    | am 1. Dezember, in 3990 Häusern; nach anderen Angaben 58.773 Einwohner |
| 1880 | 63.629    | [ 18 ] |
| 1885 | 69.759    | davon 15.971 Evangelische, 51.337 Katholiken und 2179 Juden |
| 1890 | 76.892    | [ 18 ] |
| 1895 | 82.986    | davon 18.137 Evangelische, 62.278 Katholiken, 2271 Juden |
| 1900 | 89.118    | [ 18 ] |
| 1905 | 91.716    | mit der Garnison (ein Infanterieregiment Nr. 112, zwei Bataillone Infanterie Nr. 142, ein Dragonerregiment Nr. 22); nach anderen Angaben 94.498 Einwohner                                                     |
| 1910 | 95.041    | am 1. Dezember, auf einer Fläche von 1229 ha, davon 72.373 Katholiken, 19.479 Evangelische und 2287 Juden; 4301 mit französischer Muttersprache und 752 mit italienischer Muttersprache; 4600 Militärpersonen |
| 1914 | 105.000   | |
| 1916 | 84.805    | |
| 1917 | 79.543    | |

Einwohnerentwicklung von 1699 bis 2006

Mülhausen ist seit über einem Jahrhundert stark durch Einwanderung – vor allem von Arbeitern für die Textilindustrie und andere Industriezweige – geprägt und gehört heute zu den französischen Großstädten mit dem höchsten Anteil an Einwanderern. Zu Beginn des 20. Jahrhunderts kamen vor allem Italiener und Polen in die Stadt, nach 1945 folgten neben einer weiteren Einwanderungswelle aus Südeuropa Einwanderer aus dem Maghreb und der Türkei, die heute die größte Einwanderergruppe in der Stadt stellen. Seit den 1990er Jahren kamen Einwanderer aus Subsahara-Afrika, der Karibik sowie dem ehemaligen Jugoslawien, insbesondere aus dem Kosovo hinzu. Nach Angaben der französischen Statistikbehörde INSEE waren im Jahr 24,8 % der Einwohner der Stadt Einwanderer, also als Ausländer außerhalb Frankreichs geboren und 17,6 % waren Einwanderer von außerhalb Europas.

## Bürgermeister
Der Saal des Rates des Rathauses enthält auf seiner Hauptmauer eine Auflistung aller Bürgermeister seit 1349. In neuerer Zeit waren Bürgermeister:

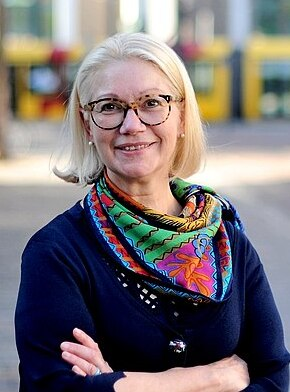
Bürgermeisterin Michèle Lutz (2017)

- Jean Mieg-Koechlin (1872–1887)
- Karl Hack (1887–1901)
- Josué Wick (1901–1902)
- Emil Kayser (1902–1908)
- Auguste Klug (1908–1913)
- Alfred Wolff (1913–1914)
- Hermann Coßmann (1914–1918)
- Alfred Wolff (1919–1923)
- Emile Rémy (1923–1925)
- Auguste Wicky (1925–1940)
- Philippe Herbold (1940)
- Paul Maas (1940–1944)
- Lucien Gander (1947–1953)
- Jean Wagner (1953–1956)
- Émile Muller (1956–1981)
- Joseph Klifa (1981–1989)
- Jean-Marie Bockel (1989–2010)
- Jean Rottner (2010–2017)
- Michèle Lutz (seit 2017)

## Verwaltung

Europaturm (Tour de l’Europe)

Die Stadt hat im Jahr 1997 einen Gemeindeverband vorgestellt, woraus 2001 der Gemeindeverband Communauté d’agglomération Mulhouse Sud-Alsace (CAMSA) mit fünf Mitgliedern entstand: Didenheim, Lutterbach, Morschwiller-le-Bas, Mülhausen und Zillisheim. Am 1. Januar 2004 wurden elf weitere Kommunen integriert. Der wirkliche Ballungsraum ist aber noch ausgedehnter. Am 16. Dezember 2009 fusionierten die Gemeindeverbände Communauté d’agglomération Mulhouse Sud-Alsace, Communauté de communes de l’Île Napoléon und Communauté de communes des Collines zur neuen, 32 Gemeinden umfassenden Mulhouse Alsace Agglomération. Am 15. Juni 2016 fusionierte der Gemeindeverband mit der Communauté de communes Porte de France Rhin Sud und umfasst seitdem 39 Gemeinden.

## Wahlkreise
Mülhausen wird seit der Wahlkreisreform 2015 in drei Wahlkreise (Kantone) geteilt (Einwohnerzahl Stand: 1. Januar 2016):
- Kanton Mulhouse-1 (39.793 Einwohner)
- Kanton Mulhouse-2 (41.593 Einwohner)
- Kanton Mulhouse-3 (42.158 Einwohner)

Zum Kanton Mulhouse-3 gehört außer einem Teil des Stadtgebiets auch die Gemeinde Illzach.

## Stadtteile und Sehenswürdigkeiten

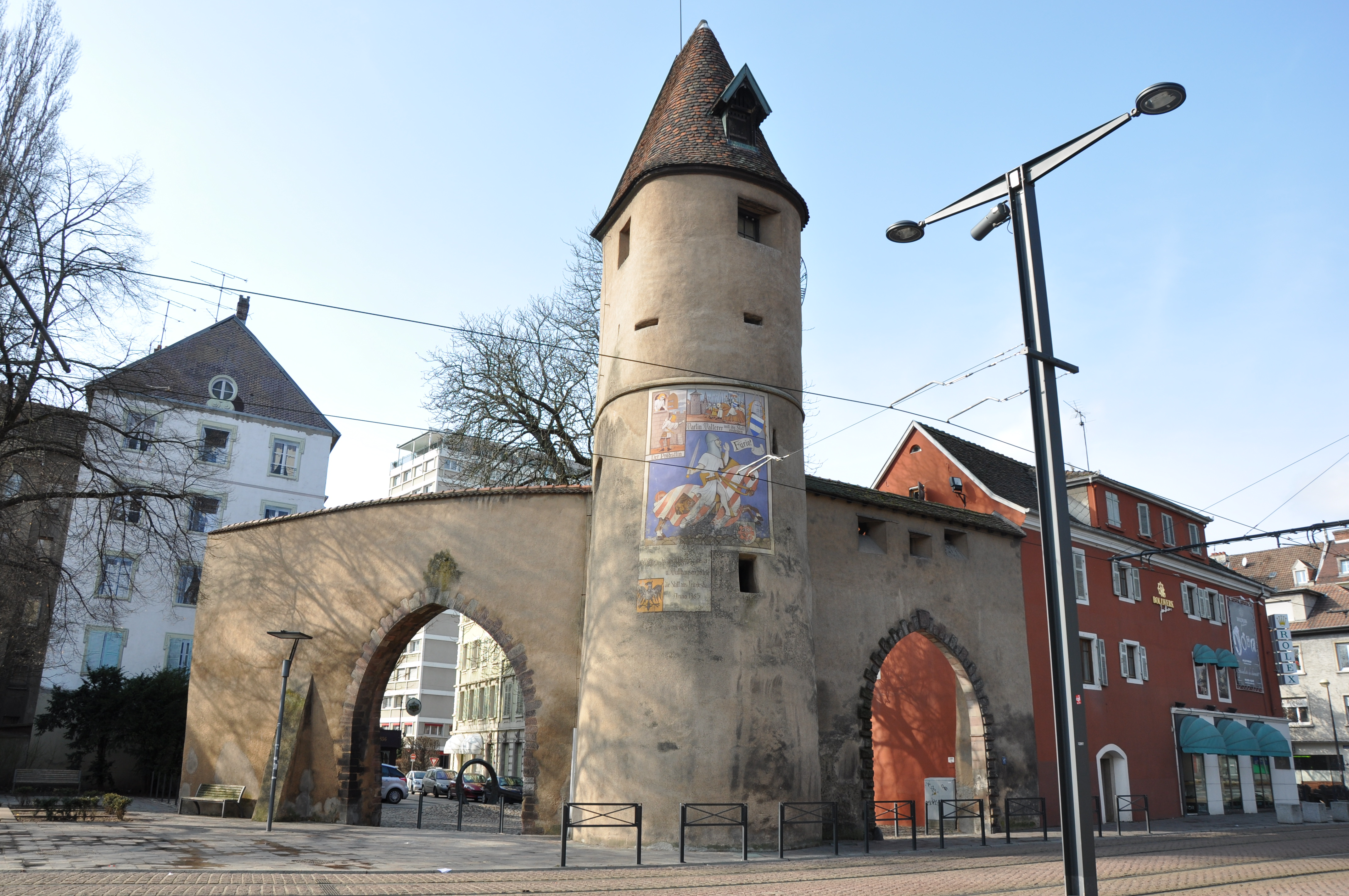
Stark verändert erhaltener Abschnitt der mittelalterlichen Stadtmauer

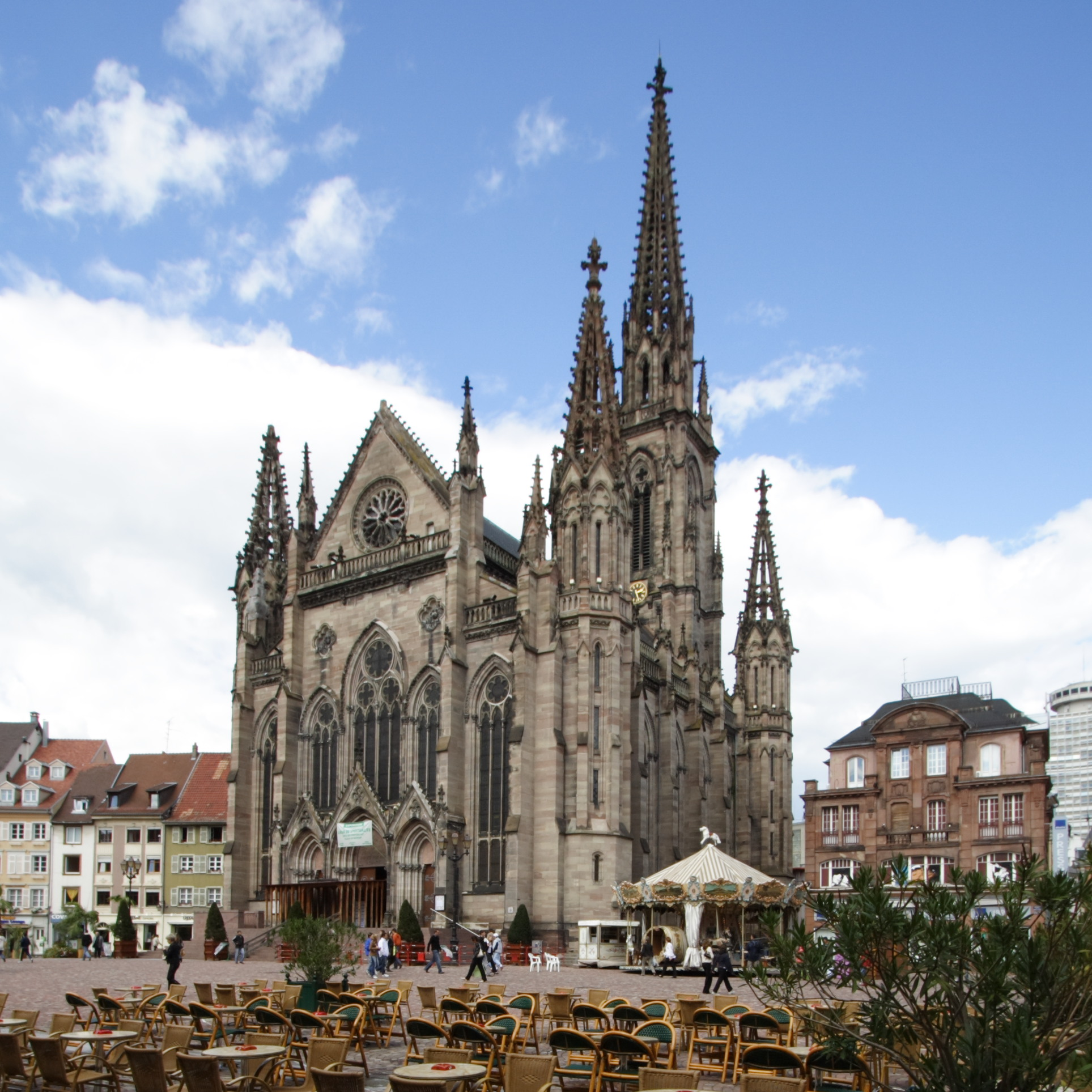
Protestantischer Temple Saint-Étienne (Stephanskirche) mit 97 m hohem Glockenturm

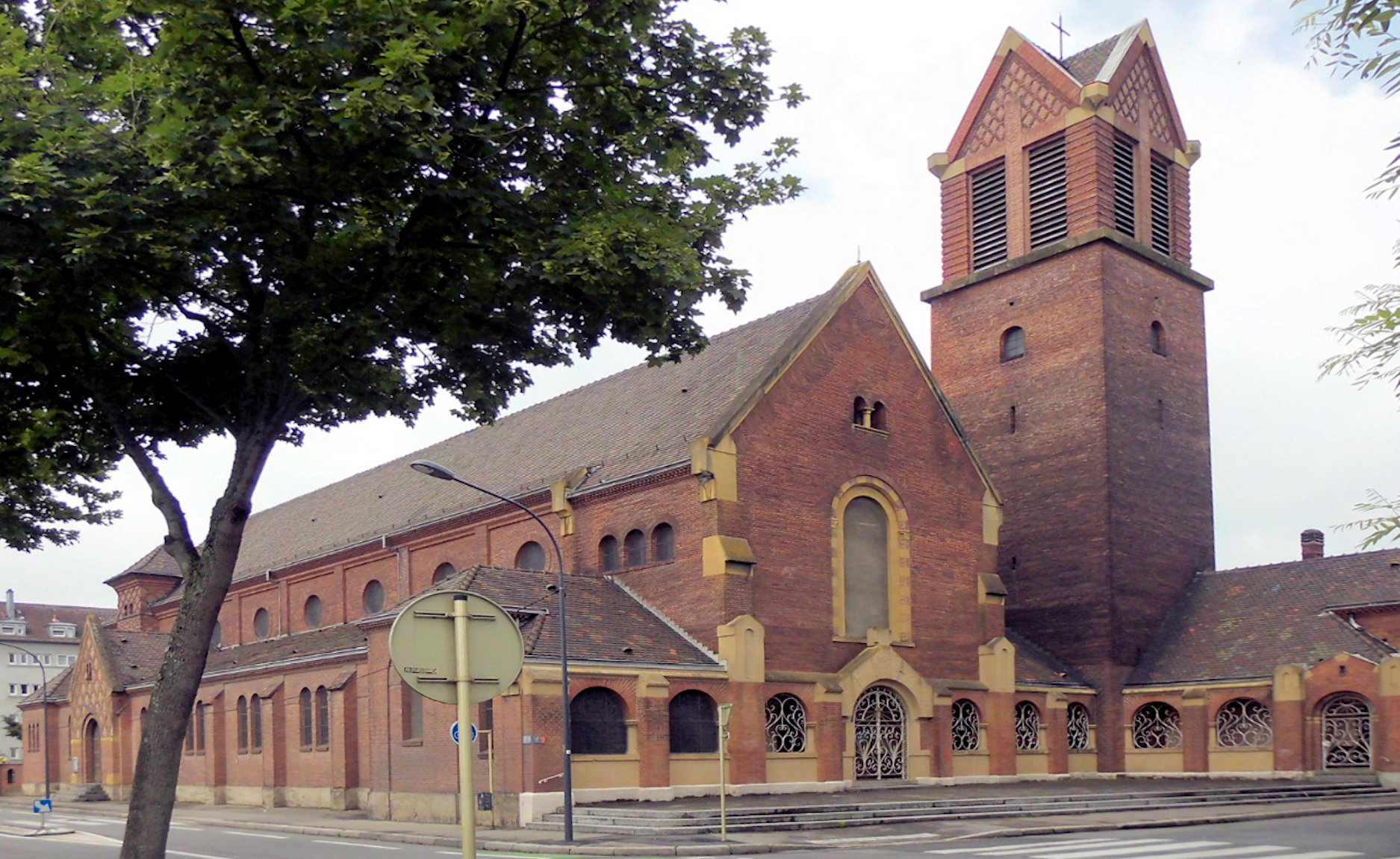
Theresienkirche (Église Sainte-Thérèse)

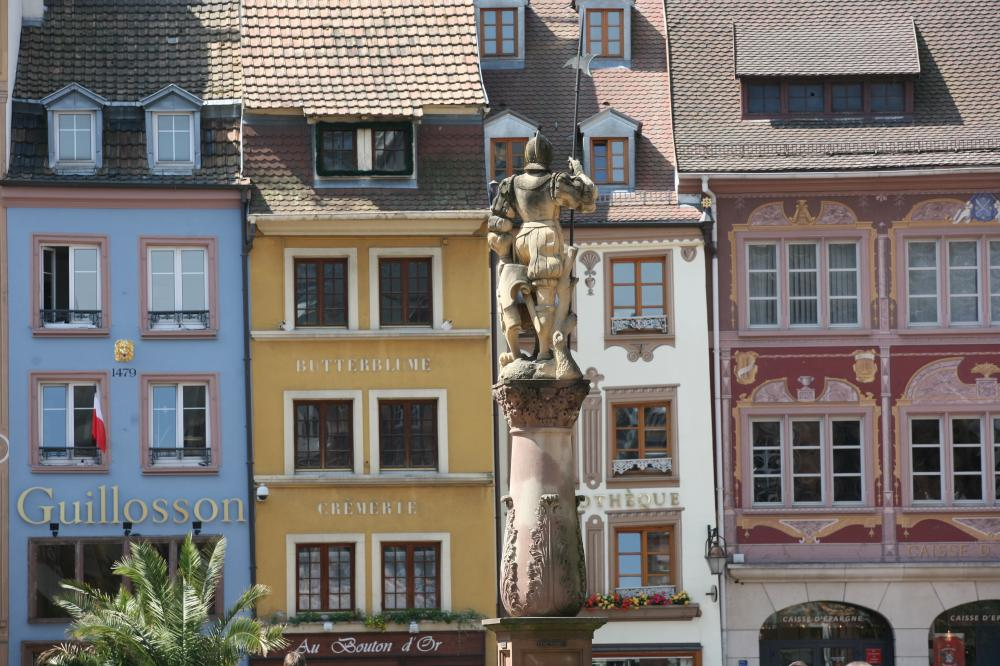
Renaissance-Fassaden und -Brunnen an der Place de la Réunion

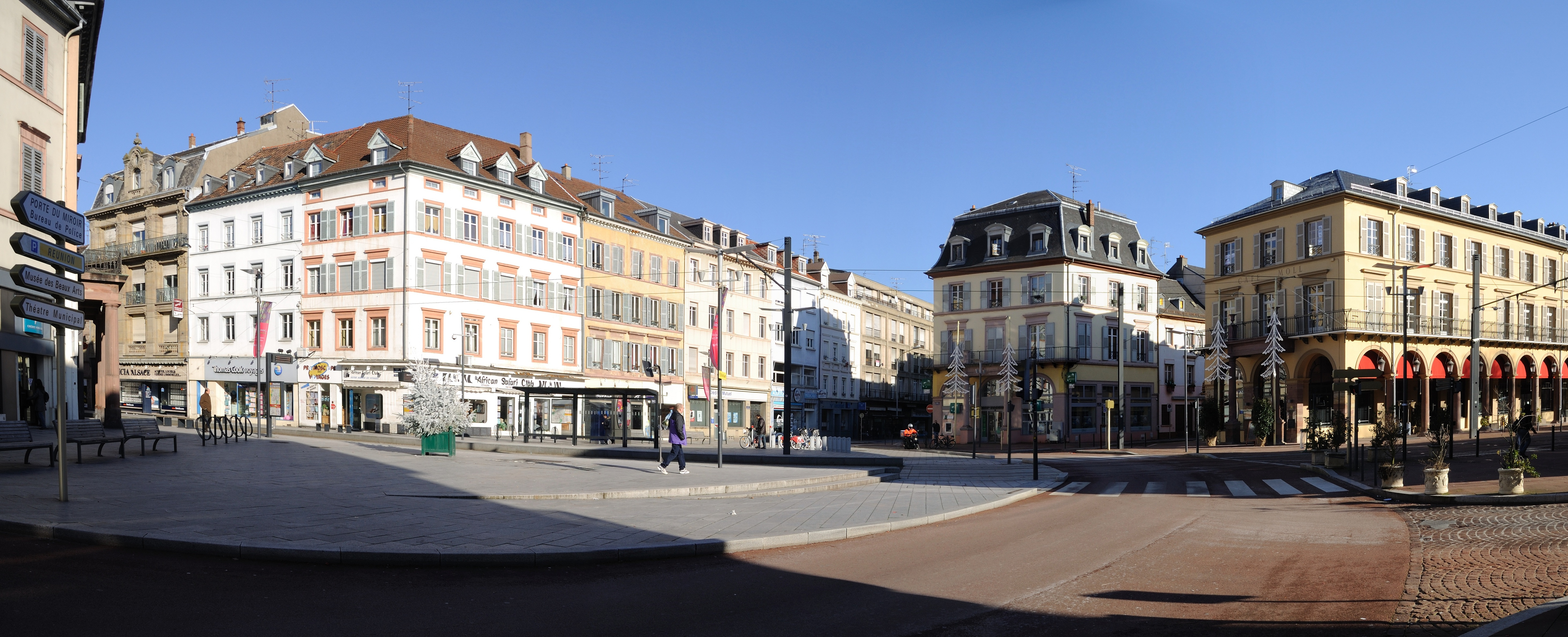
Place de la République im Neuen Viertel

Mülhausen besteht aus einer Unter- und einer Oberstadt. Im Verhältnis zur Größe der Stadt ist das historische Zentrum sehr klein, da die Stadtentwicklung erst sehr spät einsetzte.
Die Unterstadt war früher das Viertel der Händler und der Handwerker. Sie entwickelte sich um die Place de la Réunion (Platz der Wiedervereinigung). Nur noch sehr wenige Häuser aus dem Mittelalter und Reste der ehemaligen Stadtmauer sind in Mülhausen zu finden. Heute ist die Unterstadt um den Platz der Wiedervereinigung und die protestantische Stephanskirche (Temple Saint-Étienne) Fußgängerzone.
Die Oberstadt entstand im 13. Jahrhundert. Verschiedene Orden siedelten sich dort an, insbesondere die Franziskaner, Augustiner, Klarissen und die Johanniter.
Das „Neue Viertel“ (Nouveau Quartier) ist das früheste Beispiel einer geplanten Urbanisierung, die in Mülhausen ab 1826 nach der Zerstörung der Stadtmauern erfolgte (wie in zahlreichen französischen Städten). Es konzentriert sich um die Place de la République („Platz der Republik“). Sein Netzwerk an Straßen mit dreieckigen Wohnflächen ist ein Beispiel für Stadtplanung der Architekten G. Stolz und Félix Fries. Dieses Viertel wurde von den reichen Familien der industriellen Arbeitgeber bewohnt, die meistens liberaler und republikanischer Gesinnung waren.
Das Viertel Rebberg zeichnet sich durch Villen aus, die den Residenzen der Baumwollzüchter in Louisiana mit ihren charakteristischen Säulen ähneln und von diesen inspiriert wurden. Man findet dort aber auch Häuser englischer Inspiration: die Reihenhäuschen, gebaut als Resultat der großen Verbundenheit mit Manchester, wohin die Unternehmerfamilien ihre Söhne zum Studium schickten. Der Rebberg war zuvor der Weinberg der Stadt. Mülhausen trug aufgrund seiner Rolle als Vorreiterin der Industrialisierung und aufgrund der Bedeutung der Textilindustrie den Beinamen „Manchester des Elsass“ bzw. „Manchester Frankreichs“.
In Mülhausen entstand ab 1853 die erste Arbeitersiedlung Frankreichs (Quartier de la Cité). Sie war das Ergebnis eines raschen Bevölkerungsanstiegs in den Jahren 1800 bis 1850 von etwa 5.000 auf 30.000 Bewohner. Es entstanden insgesamt 1240 Gebäude für ungefähr 10.000 Bewohner.
Das Rathaus wurde 1553 im rheinischen Renaissance-Stil gebaut. Montaigne bezeichnet es 1580 als „großartigen Palast, der ganz vergoldet wäre“. Im Inneren finden sich naturgetreue Gemälde, die in Allegorien die Laster und Tugenden darstellen. Die Fresken im Rathaussaal zeigen die Wappen der Schweizer Kantone, mit denen die Stadt verbunden war.
Die evangelische Stephanskirche (Temple Saint-Étienne) wurde von 1858 bis 1868 an Stelle einer Kirche aus dem 12. Jahrhundert im neogotischen Stil errichtet. Dort findet man noch die Kirchenfenster, die sich in jener älteren Kirche befanden. Vom selben Architekten, Jean-Baptiste Schacre, stammt ebenfalls die weitläufige katholische Stephanskirche (Église Saint-Étienne), eines der ersten (1855 bis 1860) und größten Beispiele neugotischer Architektur im Elsass.
Das Mieg-Haus geht auf das Jahr 1418 zurück. Im Jahr 1560 bekam es sein heutiges Aussehen. Von 1679 bis 1840 war das Haus im Besitz der Familie Mieg.
Der 100 Meter hohe Europaturm auf dem Europaplatz, 1973 eröffnet, ist ein weithin sichtbares, das Stadtbild prägendes Hochhaus. Die drei Seiten des vom aus Mülhausen stammenden Architekten François Spoerry geplanten Bauwerks sollen die drei in der Region aneinandergrenzenden Länder Frankreich, Deutschland und Schweiz versinnbildlichen.
Die von Ludwig Becker 1901–1906 errichtete und von dem Bildhauer Théophile Klem und dem Maler Martin von Feuerstein ausgestattete Kirche St. Fridolin (Église Saint-Fridolin) stellt das größte Beispiel neobarocker Architektur im Elsass dar. Die Kirche wurde anlässlich ihres hundertjährigen Bestehens im Jahr 2006 restauriert.
Zwischen dem Hauptbahnhof und der Innenstadt befindet sich das zwischen 1950 und 1963 von Pierre Jean Guth erbaute kreisrunde Wohn- und Geschäftshaus „Bâtiment Annulaire“.
Auf dem Belvédère in der Nähe der Stadt steht der Aussichtsturm „Tour du Belvédère“ und der für die Öffentlichkeit nicht zugängliche Sendeturm Mulhouse-Belvédère.

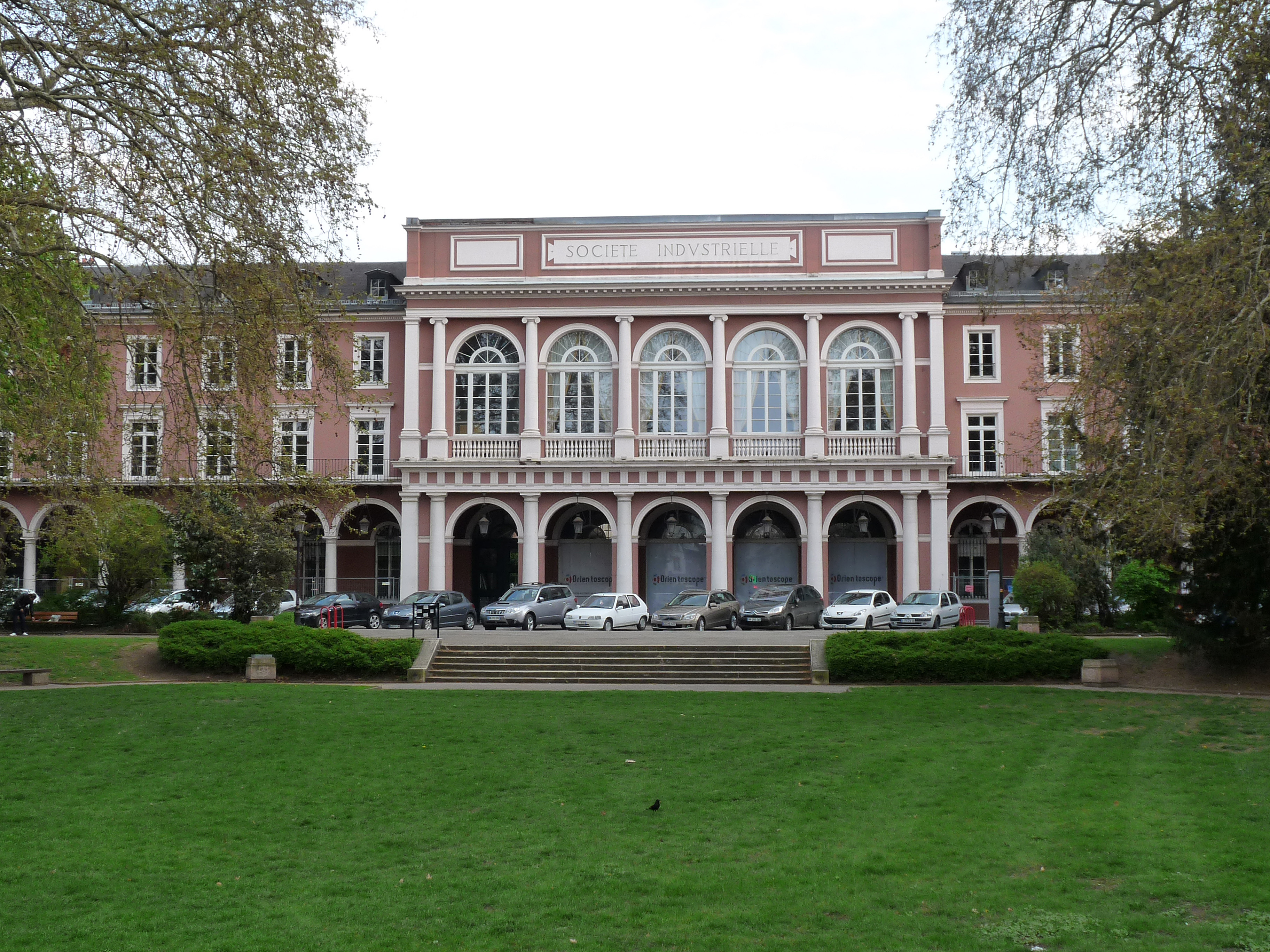
Gebäude der Industriellen Gesellschaft am Börsenplatz

## Wirtschaft
Mülhausen gilt als Wegbereiter der industriellen Revolution in Frankreich. Zunächst entwickelte sich die Textilindustrie, später kamen die Bereiche Chemie und Mechanik hinzu.
Nennenswerte Unternehmen in der Stadt und im direkten Umkreis sind u. a.:
- Stellantis Automobilfabrik in Sausheim, mit über 6000 Mitarbeitern[24]  größter Arbeitgeber im Elsass
- Clemessy, Hersteller von Mess-, Steuerungs- und Regelungstechnik, Teil von Eiffage Énergie Systèmes, über 1000 Mitarbeiter[25]
- DMC, Garnherstellung, über 200 Mitarbeiter
- MHI Équipement Alsace (MEA), Hersteller von Dieselmotoren und -generatoren, bis 2004 Wärtsilä, ursprünglich Société alsacienne de constructions mécaniques (SACM, Lokomotivbau), ca. 130 Mitarbeiter[26]

## Medien

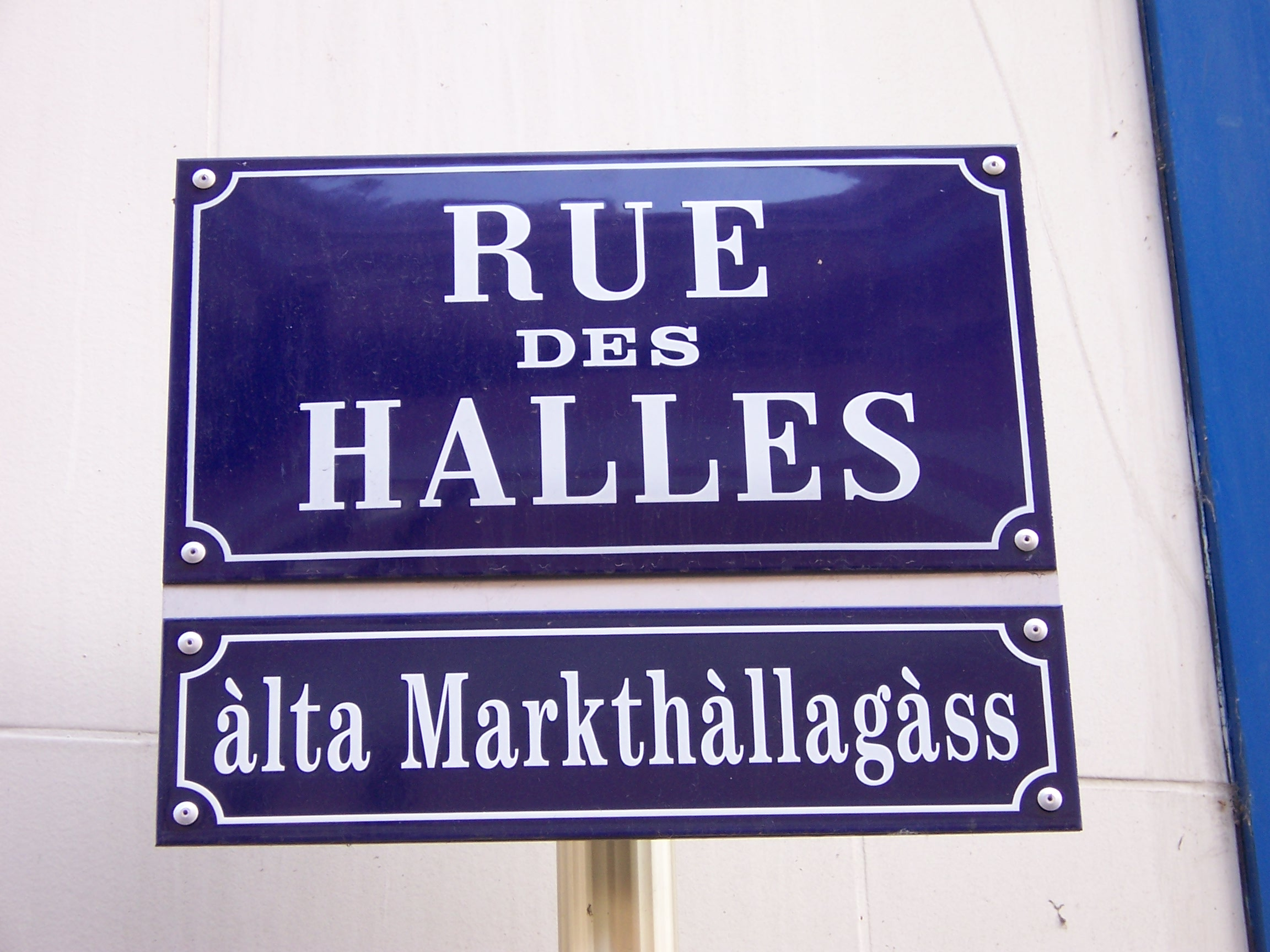
Straßennamen sind zweisprachig auf Französisch und Elsässisch

In Mülhausen erscheint die französisch- und deutschsprachige Tageszeitung L’Alsace („Das Elsass“). Der deutschsprachige Teil besteht aus einer mehrseitigen Beilage.
Außerdem gibt es in Mülhausen und Umgebung noch mehrere zweisprachige Mitteilungsblätter und Radioprogramme.
Von den Radioprogrammen sei besonders France Bleu Elsass erwähnt, das morgens ab 7 Uhr die Frühsendung aus Mülhausen ausstrahlt. Andere Programmteile kommen aus Straßburg. Dieses Programm in elsässischer Mundart kann über Mittelwelle 1278 kHz sowie über das Internet gehört werden.
Radio Dreyeckland Mülhausen sendet kurze Moderationsstrecken auf elsässisch nachmittags auf UKW 104,6 MHz und im Internet.

## Kultur und Freizeit

### Theater
Mit dem Kulturzentrum La Filature, 1990–1993 auf dem Gelände einer ehemaligen Baumwollspinnerei errichtet (daher der Name), besitzt Mülhausen eine staatliche Bühne für Musik, Tanz und Theater. Dort sind die Mülhauser Philharmoniker, das Ballett und die Rheinoper sowie die Mediathek der Stadt Mülhausen und ein Multimedia-Zentrum untergebracht. Das Théâtre de la Sinne, ein typisches Logentheater, befindet sich an der Ecke Rue de la Sinne und dem Parc Steinbach.

### Musik
Im August findet das Festival für improvisierte Musik, Jazz und experimentelle Musik Météo statt (früher Jazz à Mulhouse).

### Museen
Cité de l’Automobile

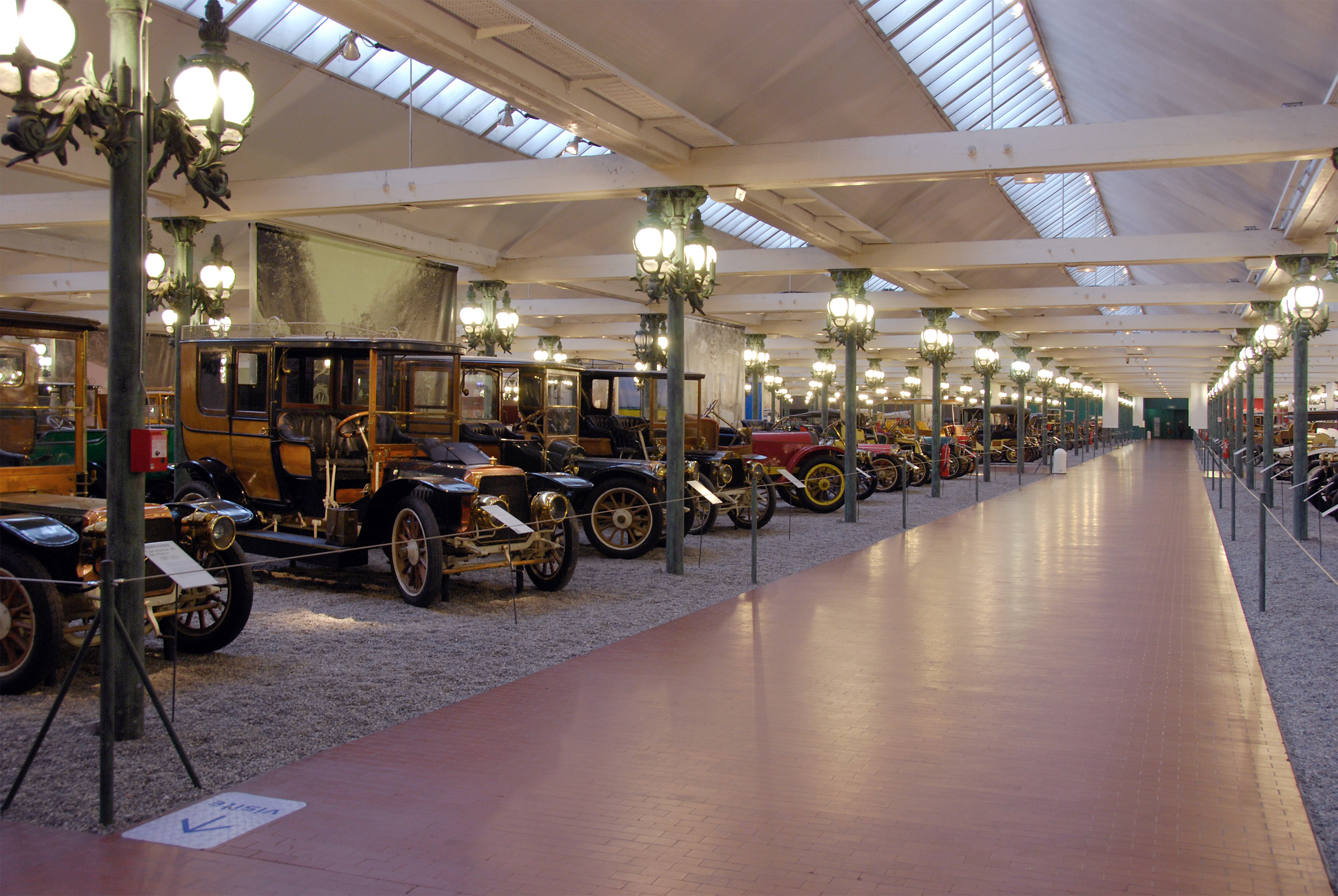
Automobilmuseum und Sammlung Schlumpf

Im Nationalmuseum Cité de l’Automobile („Stadt des Automobils“) sind etwa 500 außergewöhnliche Automobile ausgestellt, die überwiegend von den exzentrischen Textil-Industriellen Hans und Fritz Schlumpf gesammelt worden waren und nach deren Konkurs 1977 der Öffentlichkeit mit Hilfe des französischen Staates zugänglich gemacht wurden.
Cité du Train
Die Cité du Train, das Eisenbahnmuseum Mülhausen, beherbergt nach eigenen Angaben die größte Sammlung dieser Art auf dem europäischen Kontinent. Daran angeschlossen ist ein großes Feuerwehrmuseum.
Elektrizitätsmuseum
Das Museum EDF Electropolis ist allein dem Thema Elektrizität gewidmet. Die Sammlung enthält Versuchsmodelle aus der Frühzeit der Forschungen zur Elektrizität ebenso wie historische elektrische Geräte und große Generatoren.
Stoffdruckmuseum
Das Stoffdruckmuseum bietet Einblicke in die Industrie- und Sozialgeschichte der Stadt als ehemaliges Zentrum der Textilindustrie. Es zeigt Maschinen und Verfahren, alte Druckstöcke, Muster, Stoffe aus der Region und aus der ganzen Welt. Darüber hinaus befinden sich in der Umgebung von Mülhausen noch das Textilmuseum (Wesserling) und das Tapetenmuseum (Rixheim).
Weitere Museen
Im alten Rathaus befindet sich das Historische Museum und in der „Villa Steinbach“ das Musée des Beaux Arts.

### Zoologischer und Botanischer Garten
Ein beliebtes Ziel für Bewohner und Gäste der Stadt ist der Zoologische und Botanische Garten, der 1.200 Tiere in 190 Arten zeigt und zudem viele heimische und exotische Pflanzen in einer Parkanlage und in mehreren Themengärten präsentiert.

### Sport
Der bekannteste Sportverein der Stadt ist der Fußballclub FC Mulhouse. Der Eishockeyverein HC Mulhouse wurde 2005 Französischer Meister. Dessen Nachfolgeverein Scorpions de Mulhouse 1997 spielt seit 2012 in der höchsten französischen Spielklasse.
In den Jahren 1963 und 2013 war Mülhausen der Austragungsort der II. und XV. Feuerwehrolympiade, die alle vier Jahre vom Weltfeuerwehrverband CTIF jeweils in anderen Städten veranstaltet wird.

## Forschung und Bildung

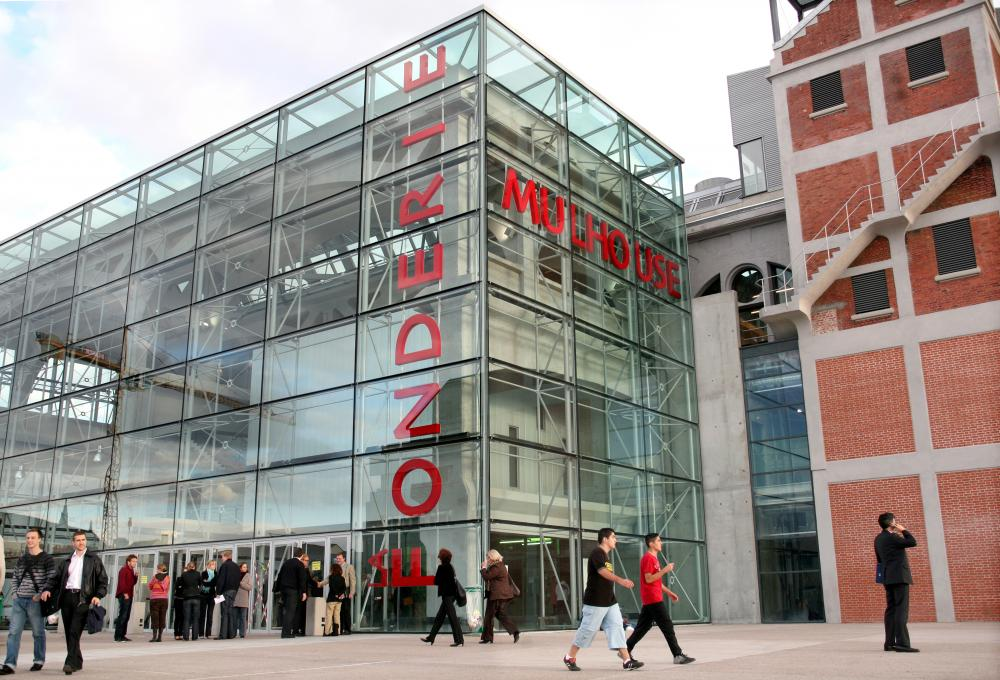
Die Universität

Die Universität von Mülhausen (Université de Haute-Alsace „Universität des Oberelsass“) ist Teil der „Europäischen Konföderation der Universitäten am Oberrhein“ (EUCOR) mit den Universitäten Straßburg, Basel, Freiburg und Karlsruhe. Unter dem Dach der Universität befinden sich die Hochschulen für Chemie (ENSCMU), allgemeine Ingenieurausbildung (ENSISA), Textilindustrie (ENSITM) sowie angewandte Wissenschaften (ESSAIM), in denen Ingenieure ausgebildet werden.
Die Hochschule für Kunst und Design in Mülhausen, Le Quai genannt nach ihrer Adresse am quai des Pêcheurs, wurde 1828 als École de dessin pour le progrès de l’industrie mécanique et textile gegründet. Sie fusionierte 2011 mit zwei Hochschulen in Straßburg zur Haute école des arts du Rhin an beiden Standorten.
Ein Drittel (33,3 %) der Bewohner Mülhausens über 15 Jahre verfügt über keinen Bildungsabschluss (Stand 2019).

## Verkehr

### Städtischer Verkehr
Fahrradverkehr
Nach dem Vorbild benachbarter Städte in Deutschland und der Schweiz gewinnt das Fahrrad als innerstädtisches Verkehrsmittel zunehmend Bedeutung. So gibt es ein Fahrradwegenetz von 86 Kilometern Länge. Im Stadtgebiet sind bereits 1700 Abstellbügel aufgestellt. Außerhalb der Hauptverkehrszeiten ist auch die Mitnahme von Fahrrädern in der Straßenbahn möglich.
Auch in Mülhausen gibt es ein Mietradsystem: Unter dem Namen Vélocité stehen an 35 Stationen 225 Räder bereit, die an Selbstbedienungsterminals gemietet werden können.
Öffentlicher Nahverkehr

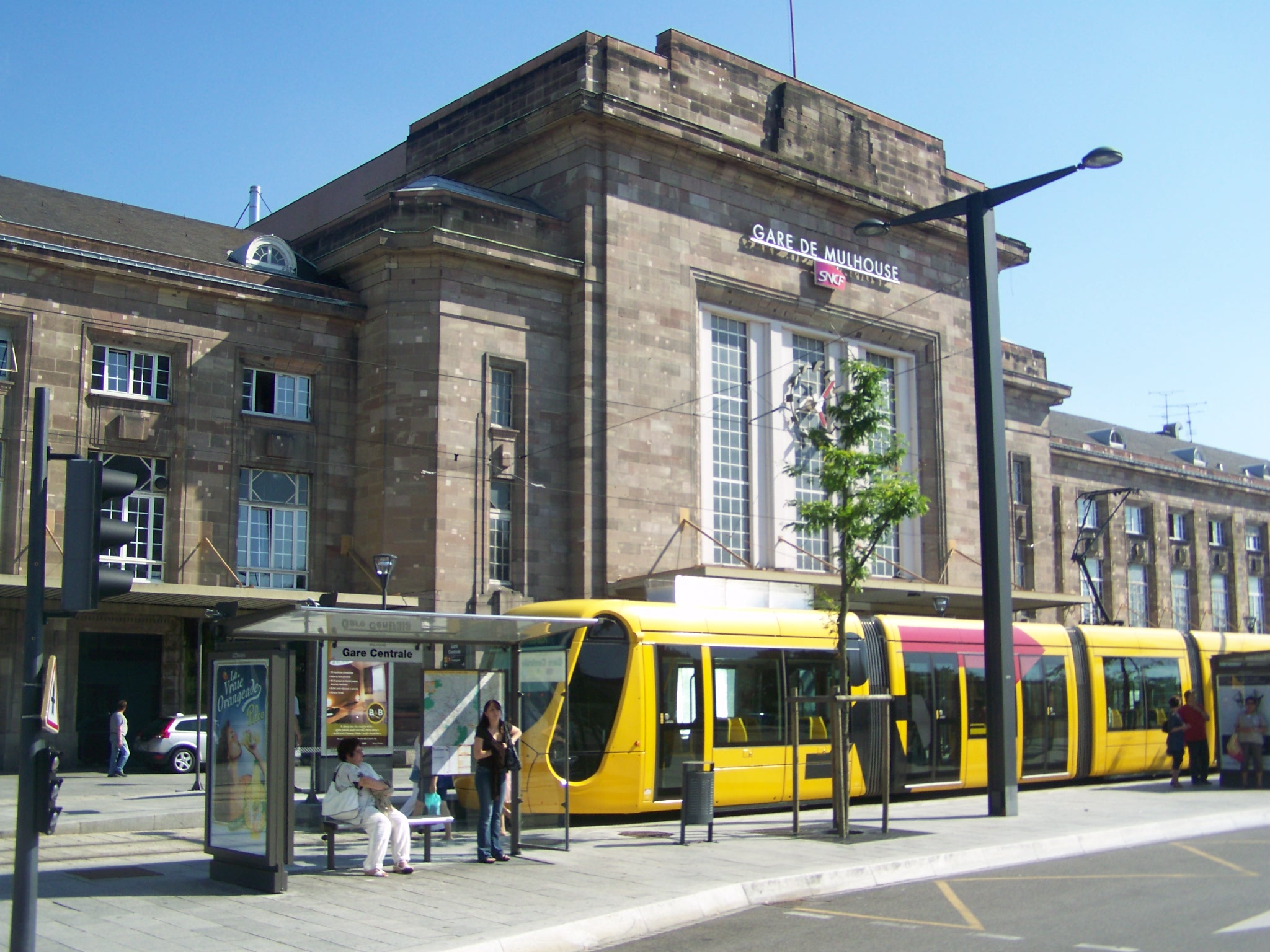
Hauptbahnhof und Straßenbahn von Mülhausen

Seit dem 13. Mai 2006 verfügt Mülhausen – nach 49 Jahren Unterbrechung – wieder über ein modernes Straßenbahnsystem mit drei Linien, das den öffentlichen Personennahverkehr (ÖPNV) mit außerdem zwanzig Buslinien deutlich aufgewertet und attraktiver gemacht hat. Der Tram-Train Mulhouse–Vallée de la Thur verbindet, seit 2010, die Innenstadt mit den Gemeinden Lutterbach, Wittelsheim, Cernay, Vieux-Thann und Thann. Von 1907 bis 1918 verkehrte in der Stadt außerdem die Stadtbahn Mülhausen auf den Rebberg, ein früher Oberleitungsbus-Betrieb. Ein moderner O-Bus-Betrieb bestand zwischen 1946 und 1968, dieser ersetzte seinerzeit die Straßenbahn.

### Schienenverkehr
Mülhausen verfügt über den Bahnhof Mulhouse-Ville, der deutsch vereinzelt auch Hauptbahnhof genannt wird und südöstlich des Stadtzentrums liegt. Wichtige Ziele sind im Westen Belfort, nach Norden Straßburg und nach Südosten in die Schweiz Basel, dorthin besteht S-Bahn-Verkehr mit TER. Eine direkte Verbindung für den Personenverkehr nach Deutschland über die Strecke Mülhausen–Müllheim wurde 1980 eingestellt, da damals die Nachfrage zu gering war. Im Jahr 2006 wurde sie reaktiviert; Züge fuhren zunächst nur an ausgewählten Sonntagen. Seit Dezember 2012 gibt es wieder täglich bis zu sieben Verbindungen (RB 28), wobei sonntagvormittags ein Zugpaar direkt bis Freiburg im Breisgau geführt wird. Neben Regionalzügen wurde von August 2013 bis Dezember 2018 auch eine Fernverbindung vom Bahnhof Paris-Est über Mülhausen nach Freiburg mit dem TGV angeboten.
Des Weiteren befindet sich im gleichnamigen Stadtteil der Bahnhof Mulhouse-Dornach.

### Straßenverkehr
Die Autobahnen A 35 (L’Alsacienne) und A 36 (La Comtoise) kreuzen sich im Nordosten der Stadt und verbinden sie mit Straßburg und dem Süden Frankreichs, mit Deutschland und der Schweiz. Mülhausen ist Bestandteil des europäischen Fernbusnetzes Eurolines, das die Stadt mit allen großen Städten Europas verbindet.
In Mülhausen beginnt der Europäische Radwanderweg Mulhouse-Freiburg, der zwischen Neuenburg und Chalampé den Rhein überquert.

### Schiffsverkehr
Die drei Häfen von Mülhausen in Illzach, Ottmarsheim und Huningue sind über den Rheinseitenkanal und den Rhein-Rhône-Kanal mit dem europäischen Wasserstraßensystem verbunden.

### Flugverkehr
Circa 20 km südöstlich von Mülhausen befindet sich der internationale Flughafen Basel-Mülhausen, der von Frankreich und der Schweiz unter dem Markennamen EuroAirport Basel Mulhouse Freiburg gemeinsam betrieben wird. Wenige Kilometer östlich der Stadt liegt der Flugplatz Mülhausen-Habsheim.

## Städtepartnerschaften
Die Gemeinde Mülhausen unterhält zu folgenden Städten eine Städtepartnerschaft:
- Antwerpen in Flandern, seit 1956
- Walsall in den West Midlands, seit 1962
- Kassel in Hessen, seit 1965
- Bergamo in der Lombardei, seit 1989
- Chemnitz in Sachsen, seit 1981 (bis 1990: Karl-Marx-Stadt, )
- Giw’atajim, seit 1991
- Timișoara, seit 1991

Einen Freundschaftsvertrag hat die Stadt geschlossen mit
- Jining, Provinz Shandong in China seit 1996[31]

Ein Kooperationsabkommen im Rahmen der Solidarität mit dem Süden besteht mit
- El Chroub, Provinz Constantine, seit 2000
- Sofara, Region Mopti in Mali, seit 2003

## Persönlichkeiten

### Söhne und Töchter der Stadt
Die folgende Aufstellung enthält in der Stadt geborene Persönlichkeiten, aufgelistet nach ihrem Geburtsjahr. Viele von ihnen sind nach ihrer Geburt oder später weggezogen und andernorts bekannt geworden. Die Liste erhebt keinen Anspruch auf Vollständigkeit.

#### Bis zum 19. Jahrhundert
- 1505 Hieronymus Gemusaeus († 19. Januar 1544 in Basel), Mediziner und Humanist.
- 1719, 19. Mai: Johann von Fries († 19. Juni 1785 in Bad Vöslau), Kommerzienrat, Hofrat, Direktor der kaiserlichen Seidenfabriken, Industrieller und Bankier
- 1727, 28. September: Johann Heinrich Müntz († Mai 1789 in Kassel), Porträt- und Landschaftsmaler, Architektur-Zeichner, Radierer, Architekt und Gartengestalter
- 1728, 26. August: Johann Heinrich Lambert († 25. September 1777 in Berlin), Mathematiker und Physiker
- 1776, 10. März: Jean-Jacques Koechlin († 16. November 1834), Politiker, Bürgermeister von Mülhausen 1814/1815 und 1819/1820
- 1789, 3. August: André Koechlin († 24. April 1875 in Paris), Maschinenbauunternehmer, Bürgermeister von Mülhausen 1830–31 und 1832–1843
- 1796, 17. Februar: Josua Heilmann († 5. November 1848), Erfinder der Handstickmaschine
- 1799, 1. April: Daniel Jelensperger († 30. Mai 1831 in Paris), Musikwissenschaftler
- 1800, 19. Juli: Margareta Spörlin († 15. September 1882 in Mülhausen), Erzieherin und Schriftstellerin
- 1800, 25. September: Jean Dollfus († 21. Mai 1887), Fabrikbesitzer und Politiker, Bürgermeister von Mülhausen 1863–1869
- 1807, 21. Oktober: Napoléon-Henri Reber († 24. November 1880 in Paris), Komponist
- 1808, 28. Mai: Émile Koechlin († 3. Mai 1883), Ingenieur und Politiker, Bürgermeister von Mülhausen 1848–52
- 1822, 8. März: Charles Frédéric Girard († 1895 in Neuilly-sur-Seine), französisch-US-amerikanischer Arzt und Zoologe
- 1832, 3. Juli: Paul Heilmann-Ducommun († 11. März 1904), Unternehmer und Erfinder
- 1825, 15. April, Jean Schoen († 28. Februar 1887 in Kaiserslautern), technischer Leiter der Kammgarnspinnerei Kaiserslautern
- 1825, 29. September, Charles Schlumberger († 12. Juli 1905 in Paris), Marine-Ingenieur, Paläontologe, Zoologe und Geologe
- 1833, 13. Februar, Auguste Scheurer-Kestner († 19. September 1899 in Bagnères-de-Luchon), Chemiker, Industrieller und Politiker
- 1836, 28. März: Emmanuel Benner († 24. September 1896 in Nantes, Loire-Atlantique), Maler
- 1836, 28. März: Jean Benner († 28. Oktober 1906 in Paris), französischer Maler
- 1837, 12. Februar: Jules Siegfried († 26. September 1922 in Le Havre), französischer Politiker und Unternehmer
- 1840, 17. April: Hippolyte Bernheim († 2. Februar 1919 in Paris), Internist, Psychiater, Neurologe und Hypnoseforscher
- 1840, 13. Mai: Theodor Schlumberger († 18. Februar 1917 in Freiburg), Textilfabrikant und Reichstagsabgeordneter
- 1846, 6. Juni: Jean Sandherr († 24. Mai 1897 in Paris), Soldat und als Chef des Nachrichtendienstes in die Dreyfus-Affäre verwickelt
- 1852, 2. Juni: Paul Koechlin († 28. Juni 1907 in Mülhausen), Industrieller und Automobilrennfahrer
- 1853, Jean-Jacques Heilmann († 1922), Ingenieur und Erfinder
- 1854, 11. Mai: Léon Ehrhart († 4. Oktober 1875 in Porretta, Italien), Komponist
- 1856, 12. Dezember: Wilhelm Baldensperger († 30. Juli 1936 in Straßburg), evangelischer Theologe
- 1858, 30. Mai: Maurice Klippel († 20. Juli 1942 in Vevey, Schweiz), französischer Mediziner
- 1858, 30. September, André Weiss († 31. August 1928 in Den Haag), Jurist, Hochschullehrer und Richter am Internationalen Gerichtshof
- 1859, 28. Juli: Franz Eugen Schlachter († 12. Januar 1911 in Bern), Erweckungsprediger und Altphilologe

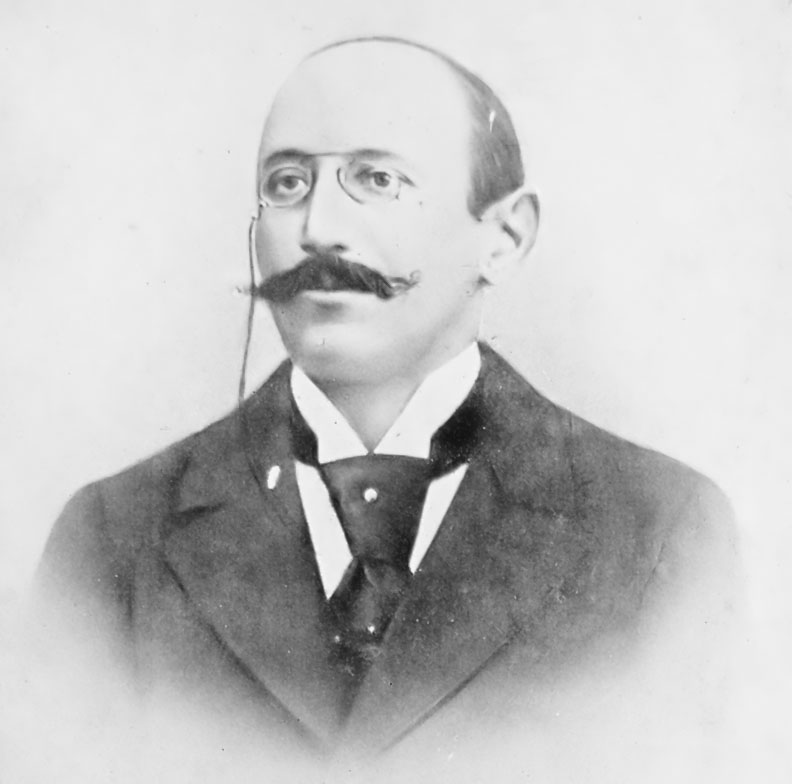
Alfred Dreyfus, geboren 1859 in Mülhausen

- 1859, 9. Oktober: Alfred Dreyfus († 12. Juli 1935 in Paris), Offizier, seine angebliche Spionage für das Deutsche Reich führte in Frankreich zu der antisemitischen Dreyfus-Affäre.
- 1860, 29. Juli: René Schützenberger († 31. Dezember 1916 in Paris), französischer Maler
- 1862, 1. Juni: Philipp August Becker († 21. November 1947 in Leipzig), deutscher Romanist und Hochschullehrer
- 1864, 12. März: Henri Lichtenberger († 4. November 1941 in Biarritz), Begründer der modernen französischen Germanistik
- 1865, 25. März: Pierre-Ernest Weiss († 24. Oktober 1940 in Lyon), Physiker
- 1865, 19. Juli: Georges Friedel († 11. Dezember 1933 in Straßburg), Mineraloge und Kristallograph
- 1866, 12. Dezember: Alfred Werner († 15. November 1919 in Zürich), Chemiker und Nobelpreisträger
- 1872, 19. Mai: Ernst Wachter, († August 1931 in Leipzig), Opernsänger und Musikpädagoge
- 1872, 27. Juli: Hermann von Stengel († 31. Oktober 1954 in Gauting), Gesandter in La Paz
- 1874, 21. Mai: Julius Nuninger, deutscher Kunstturner
- 1875, 28. Februar: Emile Jeannin († 10. April 1957 in Straßburg), deutsch-französischer Flugpionier
- 1875, 16. Juni: Henri Zislin († 5. Mai 1958 in Paris), Journalist und politischer Karikaturist
- 1876, 27. Juni: Artur Dinter († 21. Mai 1948 in Offenburg), deutscher antisemitischer Schriftsteller und nationalsozialistischer Politiker
- 1877, 22. Oktober: Fritz Danner, deutscher Kunstturner
- 1878, 12. April: Robert Pracht († 4. Mai 1961 in Karlsruhe), deutscher Komponist
- 1878, 19. Mai: Ottmar E. Strauß († 25. August 1941 in Zürich), deutscher Industrieller
- 1878, 30. Oktober: Emil Röthong († 10. September 1970), deutscher Kunstturner
- 1878, 24. November: Edmund Wachenfeld († 4. Dezember 1958 in Gräfelfing), deutscher Generalstabsoffizier
- 1879, 31. Januar: Karl Kleist († 26. Dezember 1960 in Frankfurt am Main), deutscher Neurologe
- 1880, 30. April: Herbert Stadler († 17. Februar 1943 in Berlin), Oberbürgermeister von Kassel
- 1881, 22. August: Margaretha Schwab-Plüss († 11. September 1967 in Sissach, Kanton Baselland), Schweizer Schriftstellerin
- 1881, 2. Oktober: Ferdinand Barlow († 3. Januar 1951 in Boulogne (Seine)), französischer Komponist
- 1882, 26. September: Hans Gebhard-Elsaß († 4. Oktober 1947 in Marburg an der Lahn), Komponist und Musikpädagoge
- 1883, 11. Juni: Ferdinand Lion († 21. Januar 1968 in Kilchberg, Kanton Zürich), Schweizer Journalist und Schriftsteller
- 1883, 1. November: Charles Oulmont († 16. Februar 1984), Schriftsteller
- 1883, 6. Dezember: Kurt Faber († Winter 1929 am Großen Sklavensee, Kanada), Politologe, Abenteurer und Reiseschriftsteller
- 1884, 2. August: Marg Moll († 15. März 1977 in München), deutsche Bildhauerin und Malerin
- 1885, 30. November: Otto Hersing († 5. Juli 1960 in Angelmodde bei Münster), deutscher Marineoffizier
- 1886, 20. März, Louis Amédée Lantz († 3. Februar 1953 in Basel), Herpetologe und Chemiker
- 1887, 19. Februar: Paul Wolff († 10. April 1951 in Frankfurt am Main), Mediziner und Photograph
- 1888, 6. Februar: Friedrich Wilhelm Levi († 1. Januar 1966 in Freiburg im Breisgau), Mathematiker
- 1890, 25. April: Camilio Mayer († 21. Mai 1972 in Stedten an der Ilm), deutscher Hochseilartist
- 1892, 24. Januar: Adolf Heiz († 9. Februar 1959), Politiker (DPS)
- 1893, 9. März: Hans Münch († 7. September 1983 in Binningen), Schweizer Dirigent
- 1893, 4. Juli, Heinrich Schroth († 7. März 1971 in Konstanz), Theaterschauspieler, Theaterregisseur und Schriftsteller
- 1894, 26. Oktober: Bernard Homola († 13. Juni 1975 in Basel), deutscher Filmkomponist
- 1896, 11. Februar, Édouard Fuchs († 2. Januar 1992 in Riedisheim), Politiker (UPR), Mitglied der französischen Abgeordnetenkammer
- 1896, 20. April: Erwin Wiskemann († 19. April 1941 in Berlin), deutscher Volkswirtschaftler
- 1898, 5. Oktober: Henri-Robert Von der Mühll († 17. November 1980 in Morges), Schweizer Architekt, Designer, Grafikdesigner, Zeichner, Maler, Autor und Publizist
- 1898, 7. Oktober: Friedrich Janz († 25. Januar 1964 in Freiburg im Breisgau), Diplomat
- 1899, 25. Juni: Hansgeorg Buchholtz († 22. April 1979 in Uetersen), deutscher Pädagoge und Schriftsteller
- 1899, 29. Januar: Alfred Schmid († 31. Dezember 1968 in Locarno), Schweizer Naturwissenschaftler, Erfinder, Philosoph und Persönlichkeit der Jugendbewegung
- 1900, 25. September: Robert Wyler († 17. Januar 1971 in Los Angeles), in den USA erfolgreich gewordener Filmregisseur und -produzent

#### Ab dem 20. Jahrhundert
- 1901, 27. Juli: Paul Desfossez († 21. Februar 1986 in Dillingen/Saar), Technischer Direktor der Dillinger Hütte
- 1901, 12. August: Moritz von Schirmeister († nach 1946), Nationalsozialist
- 1902, 1. Juli: William Wyler († 27. Juli 1981 in Los Angeles), Bruder von Robert Wyler, in den USA erfolgreich gewordener Filmregisseur
- 1904, 8. Januar: Karl Brandt († 2. Juni 1948 in Landsberg am Lech, hingerichtet), SS-Mitglied, chirurgischer Begleitarzt von Adolf Hitler und dessen „Euthanasie“-Beauftragter für die Aktion T4.
- 1904, 15. Dezember: Herbert Blankenhorn († 10. August 1991 in Badenweiler), deutscher Diplomat
- 1904, 19. Dezember: Daniel Schlumberger († 21. Oktober 1972 in Princeton (New Jersey)), französischer Archäologe
- 1905, 10. November: Otto Feger († 26. April 1968 in Konstanz), deutscher Jurist, Archivar und Historiker
- 1906, 21. Juni: Nusch Éluard († 28. November 1946 in Paris), deutsch-französische Schauspielerin, Modell, Varietékünstlerin und Muse der Surrealisten
- 1907, 11. Mai: Alfred Walz († 1999), deutscher Ingenieur und Hochschullehrer für Überschalltechnik
- 1907, 12. November: Willy A. Kleinau († 18. Oktober 1957 bei Merseburg), deutscher Schauspieler
- 1908, 14. Juni: Karl Krammig († 16. Juni 1991 in Bremen), deutscher Politiker (CDU), MdB, Senator für Wohlfahrt und Gesundheit in Bremen
- 1909, 3. Februar, Jean Starcky († 9. Oktober 1988 in Paris), katholischer Geistlicher, Bibelwissenschaftler und Epigraphiker
- 1909, 18. Juni: Willy Kramp († 19. August 1986 in Schwerte-Villigst), Schriftsteller
- 1911, 7. Januar: Konrad Schäfer († unbekannt), NS-Arzt
- 1912, 8. September: Marcel Luipart († 23. Oktober 1989 in Wien), Tänzer
- 1912, 28. Dezember: François Spoerry († 11. Januar 1999 in Port Grimaud), Architekt
- 1920, 6. Juni: Serge Lang († 21. November 1999 in Sternenberg, Elsass), Sportjournalist
- 1920, 27. Juni: Charles Amarin Brand († 31. März 2013 in Toulouse), Erzbischof von Straßburg
- 1922, 18. Dezember: Armand Conrad († 5. August 2010), Jazzmusiker
- 1923, 27. Januar: Roger Bourdin († 1976), Flötist
- 1923, 19. August: Nikolaus Egender, OSB († 31. Mai 2025 in Jerusalem), Benediktiner und Abt der Dormitio-Abtei in Jerusalem
- 1925, 1. September: Christiane Scrivener († 8. April 2024), Politikerin, EU-Kommissarin
- 1925, 31. Oktober: Frank Ténot († 8. Januar 2004 in Neuilly-sur-Seine), Journalist, Jazzkritiker, Jazz-Mäzen und Verleger
- 1927, 4. August: Juliette de La Genière († 6. Juni 2022), Klassische Archäologin
- 1927, 26. November: André-Paul Weber, elsässischer Politiker, Unternehmenschef und Schriftsteller
- 1928, 30. November: Huguette Dreyfus († 16. Mai 2016 in Paris), Cembalistin
- 1931, 7. Februar: Pierre Chambon, Genetiker
- 1931, 23. April: Charles L. Bitsch († 27. Mai 2016 in Villejuif), Regisseur, Regieassistent, Drehbuchautor, Kameramann und -assistent
- 1934, 14. September: Jean-Claude Riber, Generalintendant der Bühnen der Stadt Bonn, ausgebildet unter anderem am Collége Lambert, an der Universität Straßburg und der Musikhochschule in Mülhausen (Vgl. Haute école des arts du Rhin); als Intendant war er unter anderem auch am Theâtre Municipal Mulhouse tätig[32]
- 1937, 23. April: Jean Brenner († Februar 2009), Maler
- 1939, 10. September: Gérard Hérold († 19. August 1993 in Paris), Schauspieler
- 1940, 14. Dezember: Jean-Marie Brohm, Sportsoziologe
- 1942, 17. April: Katia Krafft († 3. Juni 1991 am Unzen, Japan), Vulkanologin
- 1942, 31. Oktober: Daniel François Roth, Komponist, Organist und Pädagoge
- 1943, 14. November: Claude Traunecker, Ägyptologe
- 1946, 25. März: Maurice Krafft († 3. Juni 1991 am Unzen, Japan), Vulkanologe, Ehemann von Katia Krafft
- 1946, 9. September: Francis Hillmeyer, Politiker
- 1950, 29. November: Jean-François Baldé, Motorradrennfahrer
- 1953, 10. Oktober: Albert Rust, Fußballspieler und -trainer
- 1955, 23. April: Serge Blenner, Elektronikmusiker
- 1955, 18. Oktober: Jean-Marc Savelli, französischer Pianist
- 1956, 20. August: Claude Klimek, ehemaliger französischer Fußballspieler
- 1958, 5. März: Dominique Ehrhard, bildender Künstler, Autor von Kinder- und Jugendbüchern und Spielen
- 1960, 11. Juli: Eric Nussbaumer, Schweizer Nationalrat
- 1961, 10. Oktober: Éric Berthon, Freestyle-Skier
- 1962, 2. November: Mireille Delunsch, Opernsängerin (Sopran)
- 1964, 19. August: Vincent Dollmann, römisch-katholischer Geistlicher, Erzbischof von Cambrai
- 1965, 27. August: Augustin Laffay, Dominikaner und Kirchenhistoriker
- 1968, 2. Juni: Anne Briand, Biathletin
- 1969, 9. Juni: David Cage, Musiker und Videospieldesigner, Leiter des Videospiel-Entwickler-Studios Quantic Dream
- 1971: Christiane Bopp, Posaunistin
- 1971, 1. Oktober: Stéphane Breitwieser, Kunsträuber
- 1972, 30. Juli: Mourad Bounoua, französisch-marokkanischer Fußballspieler
- 1973, 13. August: David Klein, Fußballspieler und -trainer
- 1974, 29. Oktober: Karine Laurent Philippot, Skilangläuferin
- 1976, 5. Mai: Déborah Heissler, Schriftstellerin, Dichterin und Essayistin
- 1976, 2. November: Thierry Omeyer, Handballspieler
- 1977, 12. Juni: Virginie Sarpaux, Beachvolleyballspielerin
- 1980, 14. Juli: Jérôme Haehnel, Tennisspieler
- 1981, 22. April: Jean-Noël Riff, Schachspieler
- 1981, 21. Mai: Marc Pfertzel, Fußballspieler
- 1981: Aurore Gaillet, Rechtswissenschaftlerin
- 1982, 13. Februar: Sophie Herbrecht, Handballspielerin und -trainerin
- 1982, 21. März: Anthar Yahia, algerischer Fußballspieler
- 1985, 10. Januar: Claudio Capéo, Sänger und Akkordeonist
- 1985, 18. November: Gaëtan Krebs, Fußballspieler
- 1989, 6. April: Tom Dillmann, Rennfahrer
- 1989, 9. Mai: Alice Lévêque, Handballspielerin
- 1989, 1. Juli: Cléopâtre Darleux, Handballspielerin
- 1989, 21. September: Sabri Loan Boumelaha, algerisch-französischer Fußballspieler
- 1989, 8. November: Kevin Sommer, Fußballspieler
- 1990, 1. Mai: Nicolas Lang, Basketballspieler
- 1992, 3. Januar: Delphine Wespiser, Model und Moderatorin
- 1995, 26. Juli: Marco Ilaimaharitra, Fußballspieler

### Mit Mülhausen verbunden
- Johannes Brandmüller (1593–1664), evangelischer Geistlicher und Verfasser von Gedichten
- Die Familie Koechlin, die seit dem Beginn des 17. Jahrhunderts in Mülhausen lebte und wirkte.
- Christopher Dresser (1834–1904), britischer Designer, starb in Mülhausen.
- Maurice Koechlin (1856–1946), Konstrukteur des Eiffelturms, aus dem nahen Buhl stammend, besuchte das Lycée in Mülhausen.
- Albert Schweitzer (1875–1965), evangelischer Theologe, Organist, Philosoph, Arzt und Friedensnobelpreisträger, besuchte ab 1885 in Mülhausen das Gymnasium und legte dort 1893 das Abitur ab.
- Pierre Pflimlin (1907–2000) ist in Mülhausen aufgewachsen, da sein Vater hier eine Spinnerei betrieb. Pflimlin war u. a. Straßburger Oberbürgermeister (1959–1983), mehrfacher Minister der IV. und V. Republik, kurze Zeit Premierminister und Präsident des Europäischen Parlaments (1984–1987).
- Hanns Martin Schleyer (1915–1977), deutscher Manager und Wirtschaftsfunktionär, wurde am 19. Oktober 1977 im Kofferraum eines im Stadtteil Rebberg in der Rue Charles Péguy abgestellten Fahrzeugs tot aufgefunden.